# Dorcadion kuldschanum
Dorcadion kuldschanum är en skalbaggsart som beskrevs av Maurice Pic 1908. Dorcadion kuldschanum ingår i släktet Dorcadion och familjen långhorningar. Inga underarter finns listade i Catalogue of Life.